# Solter illustris
Solter illustris is een insect uit de familie van de mierenleeuwen (Myrmeleontidae), die tot de orde netvleugeligen (Neuroptera) behoort. 
Solter illustris is voor het eerst wetenschappelijk beschreven door Hölzel in 2001.